# Kazachs voetbalelftal in 2002
Het Kazachs voetbalelftal speelde in totaal twee interlands in het jaar 2002, het elfde jaar als onafhankelijke staat nadat het land decennialang deel had uitgemaakt van de Sovjet-Unie. De ploeg stond voor het tweede opeenvolgende jaar onder leiding van bondscoach Vahid Masudov. Op de in 1993 geïntroduceerde FIFA-wereldranglijst zakte Kazachstan in 2002 van de 99ste (januari 2002) naar de 117de plaats (december 2002). Kazachstan stapte in 2002 over van de Aziatische voetbalbond (AFC) naar de Europese voetbalbond (UEFA).

## Balans
| Wedstrijden | Wedstrijden | Wedstrijden | Wedstrijden | Doelpunten | Doelpunten | Doelpunten | Punten |
| Gespeeld    | Winst       | Gelijk      | Verlies     | Voor       | Tegen      | Saldo      | Punten |
| ----------- | ----------- | ----------- | ----------- | ---------- | ---------- | ---------- | ------ |
| 2           | 0           | 1           | 1           | 2          | 3          | –1         | 0.500  |

## Interlands
|                                                    |                                                    |       |                        |                                                                                          |
| 17 april Vriendschappelijk № 56 «onderlinge duels» | Letland                                            | 2 – 1 | Kazachstan             | Pilsetas Stadion, Ventspils Toeschouwers: 2.000 Scheidsrechter: Paulyus Maljinskas (LTU) |
| 17 april Vriendschappelijk № 56 «onderlinge duels» | Mihails Zemlinskis 75' (pen.) Andrejs Stolcers 89' |       | 45' Maksim Schevchenko | Pilsetas Stadion, Ventspils Toeschouwers: 2.000 Scheidsrechter: Paulyus Maljinskas (LTU) |

|                                                  |                     |       |                  |                                                                                   |
| 7 juli Vriendschappelijk № 57 «onderlinge duels» | Kazachstan          | 1 – 1 | Estland          | Zentral Stadion, Almaty Toeschouwers: 15.000 Scheidsrechter: Sergei Kapanin (KAZ) |
| 7 juli Vriendschappelijk № 57 «onderlinge duels» | Oleg Litvinenko 39' |       | 42' Meelis Rooba | Zentral Stadion, Almaty Toeschouwers: 15.000 Scheidsrechter: Sergei Kapanin (KAZ) |

## FIFA-wereldranglijst
| JAN | FEB | MAR | APR | MEI | JUN | JUL | AUG | SEP | OKT | NOV | DEC |
| --- | --- | --- | --- | --- | --- | --- | --- | --- | --- | --- | --- |
| 99  | 99  | 101 | 101 | 102 | 102 | 102 | 103 | 106 | 109 | 111 | 117 |

## Statistieken
| Yuriy Novikov        | 1972-05-19 | Irtysh Pavlodar     | 2 | 0 | 0 | 8 | 0 |
| Verdediging          |            |                     |   |   |   |   |   |
| Sergey Kozulin       | 1980-09-09 | Zhenis Astana       | 2 | 0 | 0 |   |   |
| Rinat Abdulin        | 1982-04-14 | Vostok Oskemen      | 1 | 0 | 0 |   |   |
| Igor Avdeev          | 1973-01-10 | Zhenis Astana       | 1 | 0 | 0 |   |   |
| Aidar Kumisbekov     | 1979-02-09 | Kairat Almaty       | 1 | 0 | 0 |   |   |
| Nurmat Mirzabaev     | 1972-11-11 | Irtysh Pavlodar     | 1 | 0 | 0 |   |   |
| Middenveld           |            |                     |   |   |   |   |   |
| Roeslan Baltiev      | 1978-09-16 | FC Sokol Saratov    | 2 | 0 | 0 |   |   |
| Dmitri Bjakov        | 1978-04-09 | Kairat Almaty       | 2 | 0 | 0 |   |   |
| Andrei Karpovich     | 1981-01-18 | Rostselmash Rostov  | 2 | 0 | 0 | 4 | 0 |
| Maksim Shevchenko    | 1980-03-27 | FK Lada Togliatti   | 1 | 0 | 1 |   |   |
| Askhat Kadyrkulov    | 1974-11-14 | Zhenis Astana       | 1 | 0 | 0 |   |   |
| Ali Aliev            | 1980-10-27 | Kairat Almaty       | 0 | 1 | 0 |   |   |
| Andrey Bogomolov     | 1977-04-11 | Zhenis Astana       | 0 | 1 | 0 |   |   |
| Daniyar Mukanov      | 1976-09-26 | Tobol Kostanay      | 0 | 1 | 0 |   |   |
| Aanval               |            |                     |   |   |   |   |   |
| Evgeniy Tarasov      | 1979-03-25 | FC Sokol Saratov    | 2 | 0 | 0 |   |   |
| Nurbol Zhumaskaliyev | 1981-05-11 | Tobol Kostanay      | 1 | 1 | 0 | 3 | 0 |
| Oleg Litvinenko      | 1973-11-22 | Elimay Semey        | 1 | 0 | 1 |   |   |
| Valeriy Garkusha     | 1977-03-14 | Tobol Kostanay      | 1 | 0 | 0 | 2 | 0 |
| Evgeniy Lunev        | 1976-04-26 | Sjachtjor Karaganda | 1 | 0 | 0 |   |   |
| Alibek Buleshev      | 1981-09-04 | Kairat Almaty       | 0 | 2 | 0 |   |   |
| Viktor Zoebarev      | 1973-04-10 | Irtysh Pavlodar     | 0 | 1 | 0 |   |   |

KFF · A-internationals · Bondscoaches · Statistieken · Kazachs vrouwenelftal · Olympisch elftal · Kazachstan U21 · Kazachstan U20 · Kazachstan U19 · Kazachstan U18 · Kazachstan U17
1992 – 1999 · 2000 – 2009 · 2010 – 2019 · 2020 – 2029
1992 · 1993 · 1994 · 1995 · 1996 · 1997 · 1998 · 1999 · 2000 · 2001 · 2002 · 2003 · 2004 · 2005 · 2006 · 2007 · 2008 · 2009 · 2010 · 2011 · 2012 · 2013 · 2014 · 2015 · 2016 · 2017 · 2018 · 2019 · 2020 · 2021 · 2022 · 2023 ·
2024 · 2025
Albanië ·
Andorra ·
Armenië ·
Azerbeidzjan ·
Bahrein ·
België ·
Bosnië en Herzegovina ·
Bulgarije ·
Burkina Faso ·
China ·
Curaçao ·
Cyprus ·
Denemarken ·
Duitsland ·
Engeland ·
Estland ·
Faeröer ·
Finland ·
Frankrijk ·
Georgië ·
Griekenland ·
Hongarije · 
Ierland ·
IJsland ·
Irak ·
Iran ·
Japan ·
Jordanië ·
Kirgizië ·
Koeweit ·
Kroatië ·
Laos ·
Letland ·
Libanon ·
Libië ·
Liechtenstein ·
Litouwen ·
Litouwen ·
Luxemburg ·
Malta ·
Moldavië ·
Montenegro ·
Nederland ·
Nepal ·
Noord-Ierland ·
Noord-Korea ·
Noord-Macedonië ·
Noorwegen ·
Oekraïne ·
Oezbekistan ·
Oman ·
Oostenrijk ·
Pakistan ·
Palestina ·
Polen ·
Portugal ·
Qatar ·
Roemenië ·  
Rusland ·
San Marino ·
Saoedi-Arabië ·
Schotland ·
Servië ·
Singapore ·
Slovenië ·
Slowakije ·
Syrië ·
Tadzjikistan ·
Thailand ·
Tsjechië ·
Turkmenistan ·
Turkije ·
Verenigde Arabische Emiraten ·
Vietnam ·
Wales ·
Wit-Rusland ·
Zuid-Korea ·
Zweden